# Polinezyjczycy
Polinezyjczycy – rdzenni mieszkańcy Polinezji oraz niektórych wysp Melanezji i Mikronezji. Posługują się językami polinezyjskimi. Podstawą gospodarki jest rybołówstwo i rolnictwo, w mniejszym zakresie także chów zwierząt. Tradycyjna struktura społeczna opierała się na podziale klasowym (arystokracja, rolnicy, rybacy, rzemieślnicy, niewolnicy).

## Historia osadnictwa
Polinezyjczycy, jak inne ludy austronezyjskie, najprawdopodobniej wywodzą się z Tajwanu, dzięki umiejętnościom żeglarskim zasiedlając stopniowo w latach 1500–1000 p.n.e. rozległe obszary Oceanu Spokojnego (trójkąt Hawaje, Nowa Zelandia, Wyspa Wielkanocna). Mimo ogromnych odległości, różnice pomiędzy poszczególnymi językami polinezyjskimi są stosunkowo niewielkie.

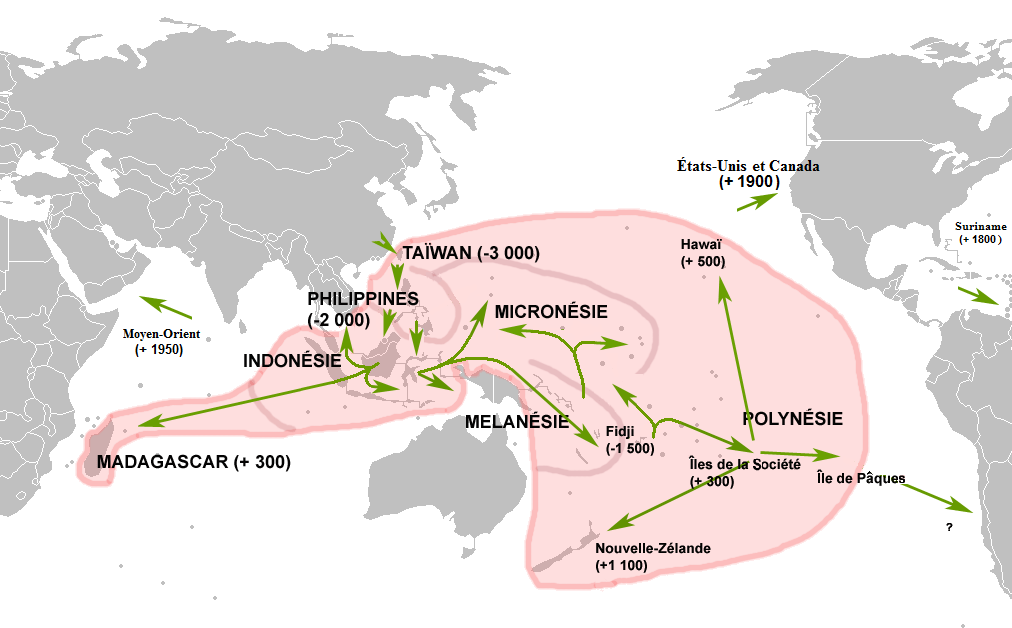
Migracje ludów austronezyjskich

## Wierzenia

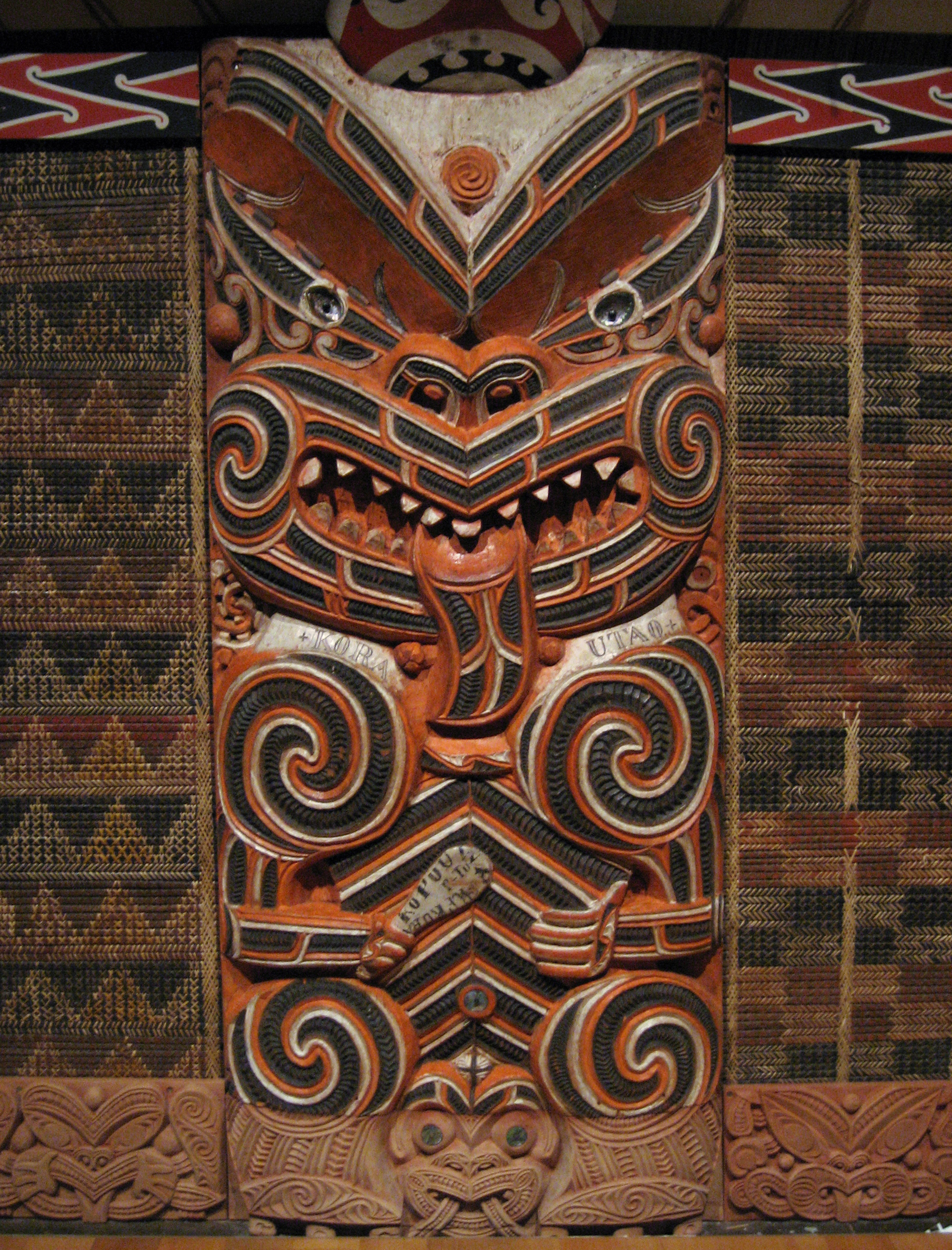
Rautao – maoryski posąg przodka

Tradycyjne wierzenia Polinezyjczyków – chociaż silnie zróżnicowane – mają kilka cech wspólnych. Charakterystyczny jest zwłaszcza manaizm (wiara w nadprzyrodzoną siłę mana), powszechnie występują też związane z nim systemy tabu. Kult bóstw był w przeszłości silnie związany z kultem wodzów, w rytuałach dużą rolę odgrywali szamani, uczestnicy rytuałów często doznawali ekstazy, opętania przez duchy i transu.

## Galeria

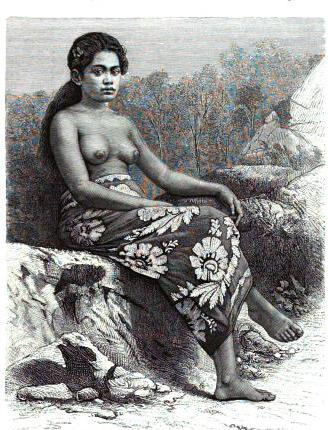
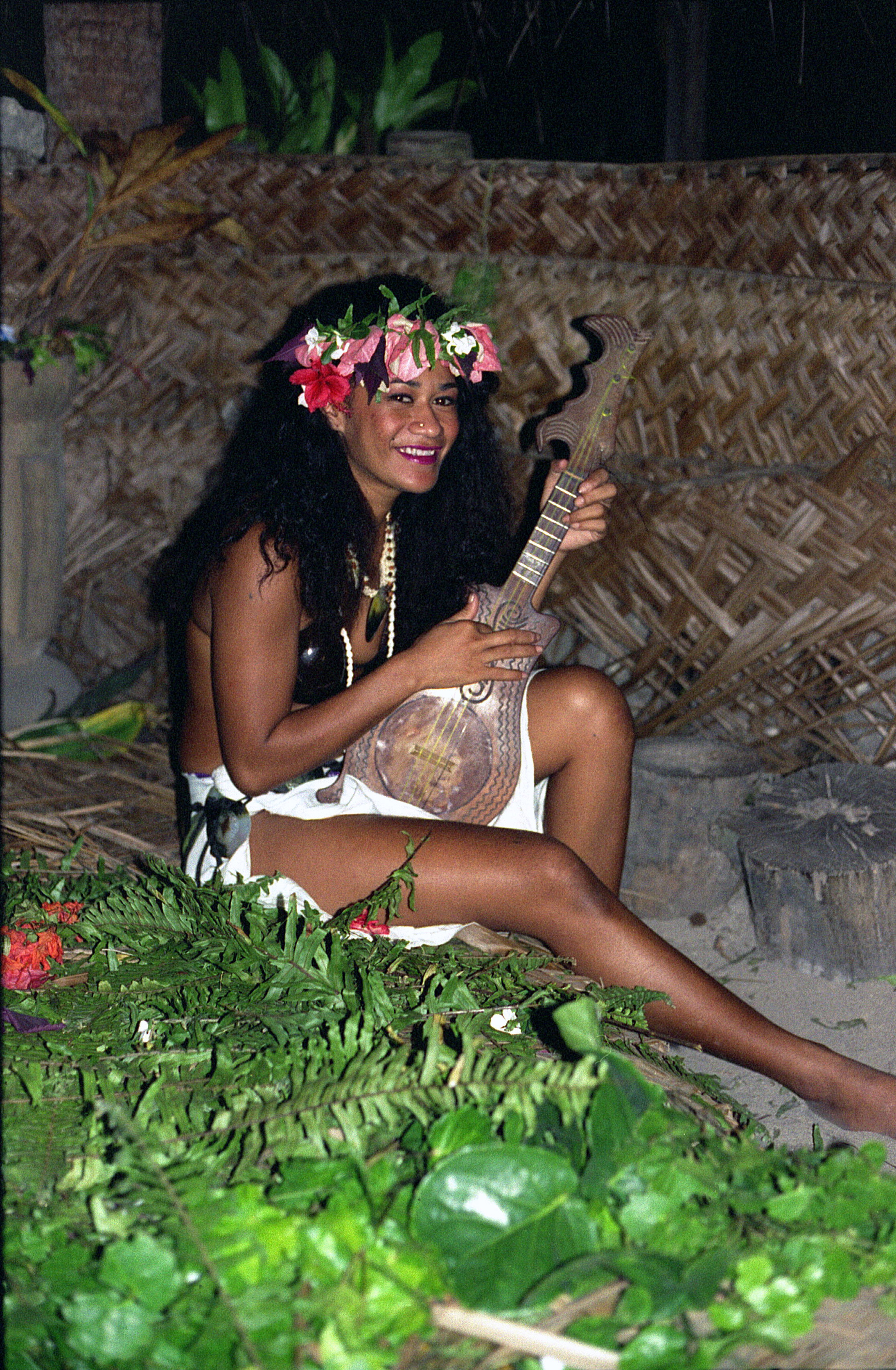
muzykantka
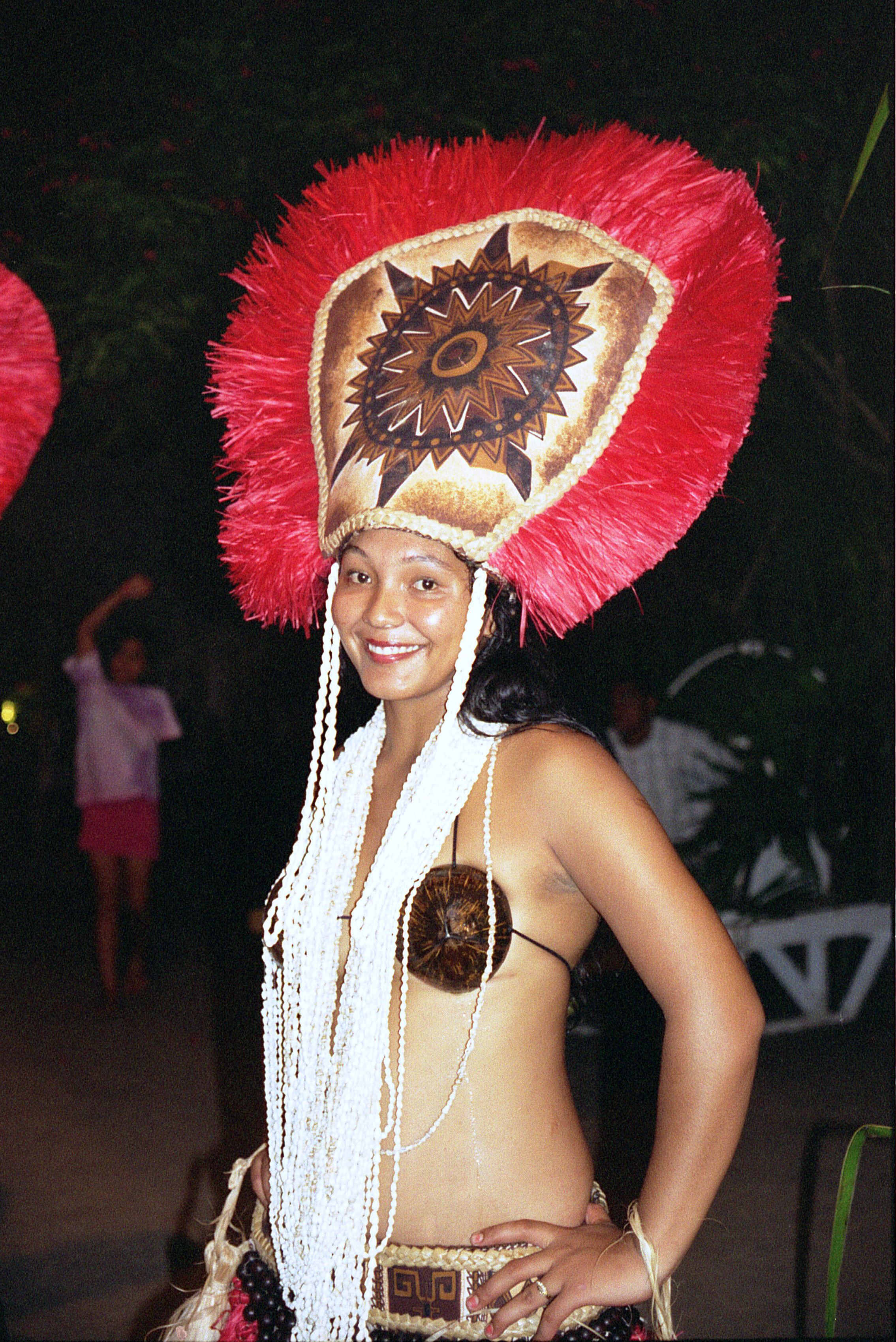
tancerka
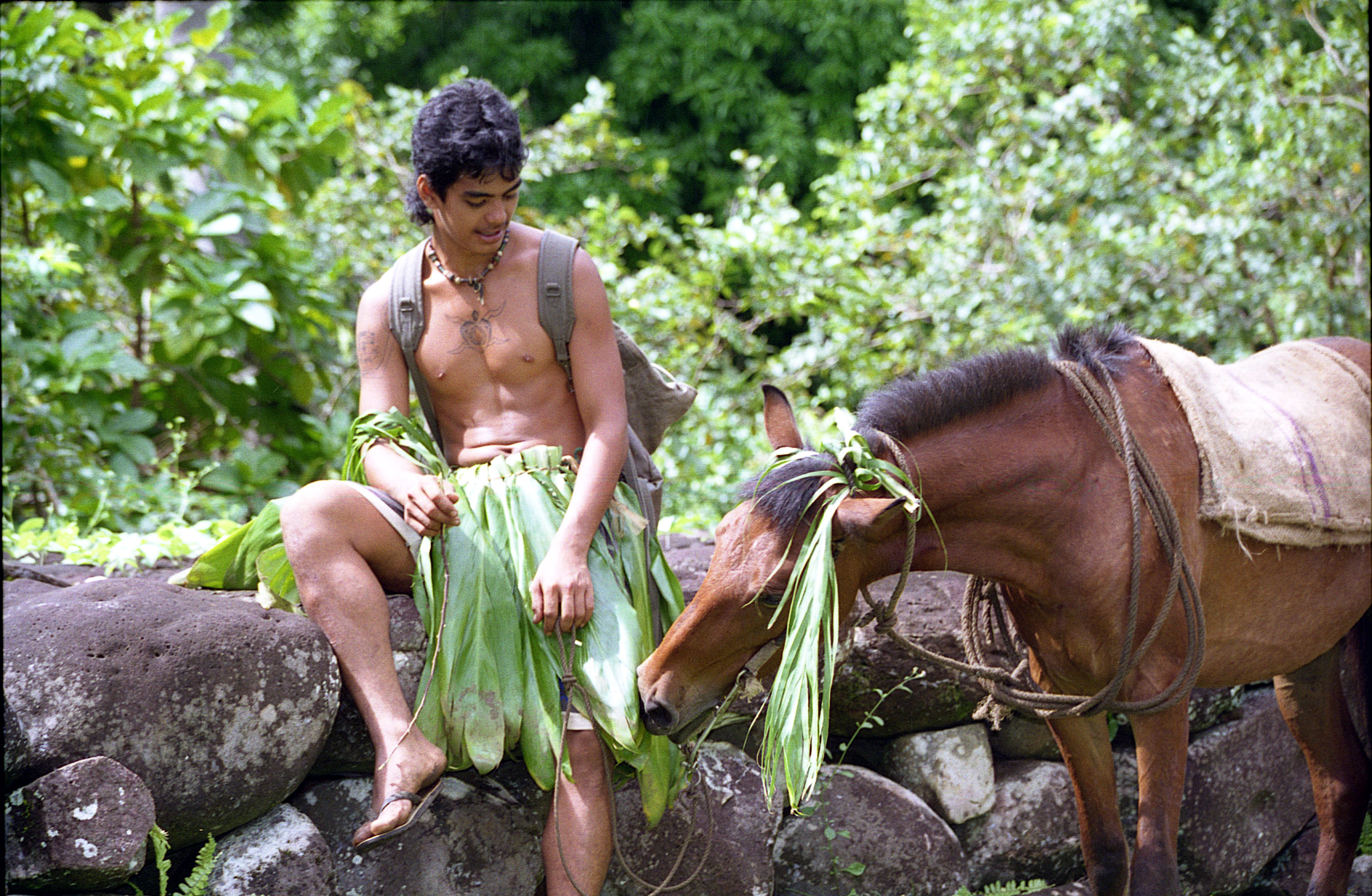
tancerz
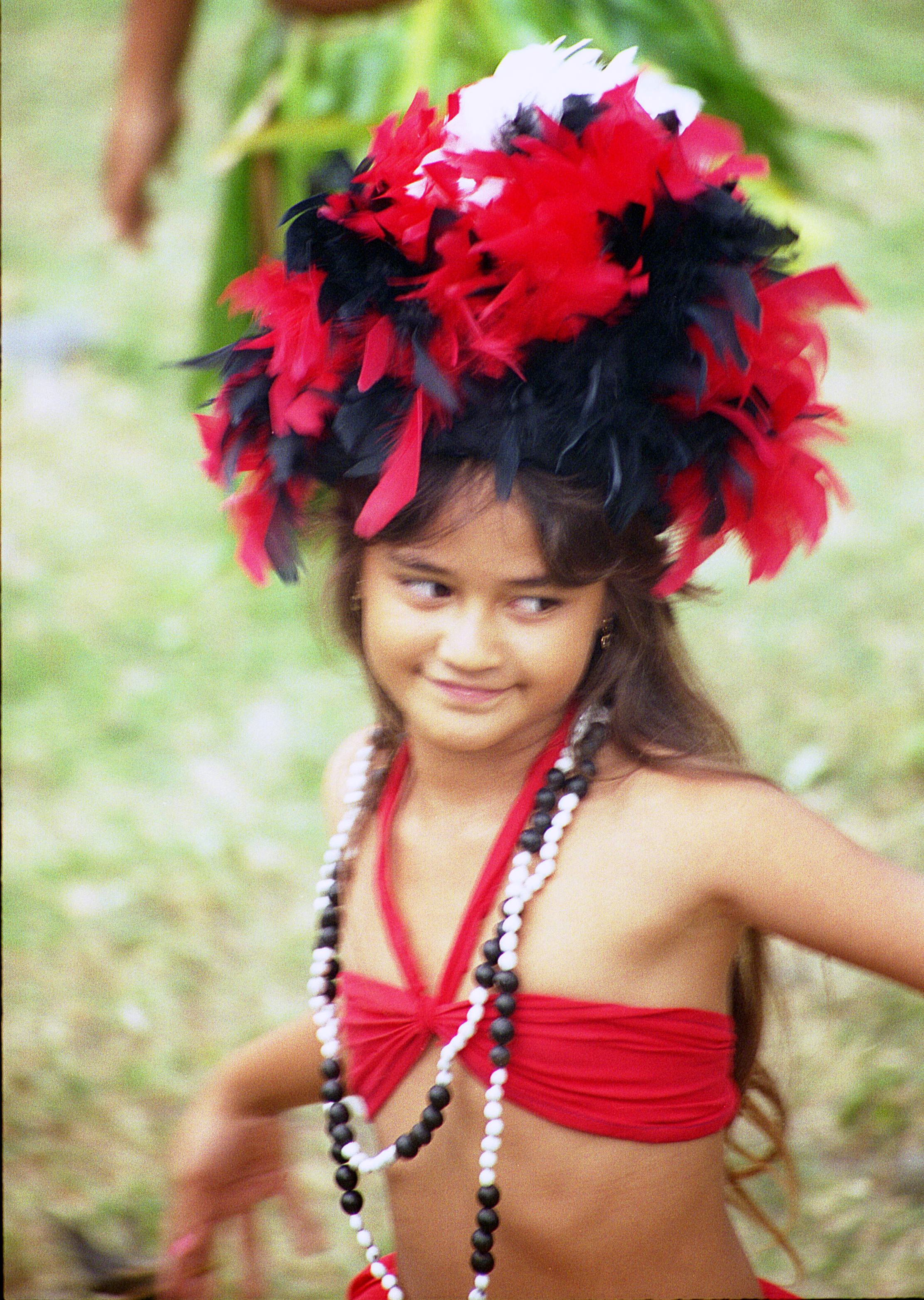
dziecięca tancerka